# Сафін Олексій Павлович
Олексі́й Па́влович Са́фін (21 серпня 1976 — 27 листопада 2014) — солдат Збройних сил України, учасник російсько-української війни. Один із «кіборгів».

## Короткий життєпис
Походить з багатодітної родини — крім Олексія, у мами Любові Захарівни було ще шестеро дітей. Проживав в Баранівці, де й закінчив загальноосвітню школу. Займався столярством, реставрував будинки. Працював на лісозаводі у будівельній бригаді, їздив на заробітки до Москви.
Мобілізований, командир міномета, 93-а окрема механізована бригада.
27 листопада 2014-го загинув в бою біля Донецького аеропорту від численних поранень — поруч розірвалася міна.
Без Олексія залишися батьки, дружина Наталія та двоє дітей — Катерина й Денис. Похований в Баранівці 5 грудня 2014-го.

## Нагороди та відзнаки
За особисту мужність і героїзм, виявлені у захисті державного суверенітету та територіальної цілісності України, вірність військовій присязі під час російсько-української війни, відзначений — нагороджений
- 27 червня 2015 року — орденом «За мужність» III ступеня.
- у січні 2015-го на фасаді школи, де він вчився, встановили меморіальну дошку його честі.